# Star Wreck: In the Pirkinning
Star Wreck: In the Pirkinning – dostępny wyłącznie w Internecie fiński amatorski film parodiujący klasycznego "Star Treka". Jest najchętniej oglądanym filmem w Finlandii. W ciągu niespełna tygodnia obejrzało go około 450 tysięcy osób. Pełnometrażowy "Star Wreck: In the Pirkinning" powstawał przez 7 lat i jest owocem filmowej pasji grupy studentów i filmowców amatorów, którzy dysponowali bardzo niewielkim budżetem i kilkoma domowymi komputerami do tworzenia efektów specjalnych. Internetowa premiera "Star Wreck" odbyła się 1 października 2005 roku. Od tego czasu w serwisie, na którym film został umieszczony (www.starwreck.com) odnotowano, że ściągano go 2,92 miliona razy, w tym 600 tysięcy razy z innych udostępniających go serwisów. "Star Wreck" dostępny jest w fińskiej wersji językowej z angielskimi napisami.

## Obsada
- Timo Vuorensola - Komentaja Dwarf
- Janos Honkonen - Luutnantti Fukov/Festerbester
- Samuli Torssonen - Keisari James B. Pirk
- Rudi Airisto - Jeff Cochbrane
- Karoliina Blackburn - P-Liiton tiedeupseeri
- Seppo Honkanen - P-Liiton tiedemies
- Antti Satama - Info
- Tiina Routamaa - Luutnantti Ruoska

## Fabuła
Kapitan Pirk przybył z odległej przyszłości, by uratować świat. Niestety trafił do XXI wieku, gdzie nikt nie chce mu uwierzyć, że jest intergalaktycznym bohaterem. Pirk ma jednak pewien dość kontrowersyjny plan, aby wyjaśnić sprawę.